# 入祭文
入祭文（にゅうさいぶん）は、カトリック教会において最も重要な典礼儀式であるミサの開始を告げる文章である。

## 概要
キリスト教のカトリック教会でパンとぶどう酒を聖別して聖体の秘跡が行われる祭儀がミサである。ミサは、司教または司祭が司式し、信者全体が捧げるものとして位置づけられている。
そのミサの開始のことばが入祭文である。司祭が教会に入り、祭壇についてミサを開始する。信徒や修道者など会衆がいる場合、ミサの初めには「入祭の歌」として聖歌が歌われることが多い。入祭の歌は義務ではないが、歌わない場合は入祭唱を唱えなければならない。そして、司祭と会衆の間で挨拶が交わされ、初めの祈りが唱えられる。次に悔い改めの祈りと司祭による「集会祈願」という短い祈り、続いて「あわれみの賛歌」（キリエ）が唱えられ、待降節及び四旬節以外の主日と祭日には「栄光の賛歌」（グローリア）が唱えられる。
なお、楽曲の「レクイエム」（鎮魂歌、鎮魂曲）は、死者のためのミサの入祭文が「レクイエム（安息を）」で始めるところから転じたものである。これは、死者が天国へ迎えられるよう神に祈るもので、そのミサ自体を「レクイエム」とも称する。